# 陳海沙
陳海沙（1895年7月15日—1978年6月17日），生於臺北市劍潭，臺灣營造業者。創設「光智商會」，在臺灣日治時期承攬許多公共工程。曾任第一屆臺北市參議會議員。

## 生平
陳海沙（日治時期名為光宮海沙）父親為陳萬，在家中排行老大。
1895年生於臺北市劍潭，自大龍峒公學校畢業後，進入臺灣總督府工業講習所（今國立臺北科技大學前身）機械科就讀。陳海沙曾經與林煶灶一起創辦「協志商會」，並共事將近三年，隨後醞釀自立門戶，旋於1923年在臺北「大橋町」（今臺北橋附近）獨資成立「光智商會」，從事土木建築工程營造業務。
1927年10月，與臺北市地方士紳共同成立乞丐撲滅協會，投身社會事業，捐款給臺北市愛愛寮（今臺北市私立愛愛院），作為收容乞丐之經費。
1932年，陈海沙受臺灣總督府之命，前往中國福州協助興建福州博愛醫院，為期2年。伴隨著日本對外戰爭之進展，光智商會轉以接受軍方委託的案件為主，如岡山航空隊飛行機庫、岡山61航空廠、機場等皆是。
1940年，陳海沙被任命為臺北下奎府町（今大稻埕商區内）第四區區長。
戰後，陳氏擔任「大安工業俱樂部」（臺北工業學校校友會）會長、臺灣區營造工業同業公會理事長等。
1946年4月，陈海沙當選首屆臺北市參議會議員。

### 家庭
陳海沙之妻吳金鸞，為吳朝瑞次女。兩人育有三子三女。長子陳珠璫，畢業於臺北工業學校應用化學科，後留學於日本，接掌光智營造廠，後擔任光智社會事業基金會三屆董事長。長女陳月鳳。二子陳珠璋，為臺灣精神醫療之先驅，曾任臺灣大學醫學院教授、醫師，專攻精神科，退休後負責光智基金會之營運。三子陳珠珪，二女陳月華，三女陳月昭。

## 影響
臺灣日治時期，從臺北工業學校培養出的臺籍人才能夠嶄露頭角的並不多，陳海沙堪稱箇中翹楚。由於陳氏所學為機械，具備鐵工技能，在「屏東軍用飛行場」一案，遇到大跨距建築時必須使用鋼鐵桁架，因此陳氏在大多數的木工專長業者當中脫穎而出，甚至在土木工程承包時較同業機會更多。「光智商會」成立後，在臺灣營造業界發展順遂，成為臺籍業者中青壯輩的代表，躋身臺灣的三大營造廠之一（另兩家為協志商號、榮興） 。陳海沙擔任大安工業俱樂部會長期間，多提攜後進；光智商會也培育了許多營造界人才，如建築師陳榮洲、福住建設簡德耀等。

## 承造工程
陳海沙的「光智商會」承造工程遍布臺北、高雄、岡山、東港、新竹及屏東等地，包括：
- 臺灣總督府稅關廳舍（1928年）
- 臺北高等學校體育館（1928年）
- 臺北高等學校宿舍（1929年）
- 臺北州草山眾樂園（1930年）
- 臺北帝國大學理農學部昆蟲學教室（1936年）
- 新竹市有樂館（1933年）
- 日本航空運輸株式會社臺北支所（1936年）
- 臺北飛行場事務所（1936年）
- 勝利新村 (屏東市)（1936~1937 年)
- 碧潭吊橋（1937年）[7]
- 原嘉義電信局（1939年）
- 士林國小（1941年）

## 外部連結
- 光智基金會